# Лерх, Эрнст
Эрнст Лерх (нем. Ernst Lerch; 19 ноября 1914, Клагенфурт, — 1997, там же) — немецкий военный преступник, штурмбаннфюрер СС, один из организаторов операции «Рейнхард» по систематическому истреблению евреев и цыган в Генерал-губернаторстве (1942—1943).

## Биография
Родился 19 ноября 1914 года. Обучался в Венском экономическом университете. Учебу не окончил. В 1931—1934 работал официантом в отелях Швейцарии, Франции и Венгрии. В 1938 в одном из кафе — популярном месте встречи австрийских национал-социалистов, встретился и познакомился с Одило Глобочником и Эрнстом Кальтенбруннером. 1 декабря 1932 года вступил в НСДАП. С 1 марта 1934 — член СС. В 1936 году — унтерштурмфюрер СС, годом позже — оберштурмфюрер СС. В 1938 Лерх переехал в Берлин, где стал гауптштурмфюрером СС, в марте 1938 поступил в СД.
Участник нападения Германии на Польшу в 1939 году. С февраля 1940 по сентябрь 1941 Лерх — сотрудник Главного управления имперской безопасности (РСХА). Работал в Берлине до момента назначения его на должность руководителя службы рас и поселений в Кракове (Rasse-und Siedlungsführer). С 21 июля 1942 года — штурмбаннфюрер СС. В 1941—1943 Лерх — адъютант начальника полиции и СС Люблинского района Одило Глобочника, ответственного за уничтожение более двух миллионов евреев и 50 000 цыган в оккупированной немцами Польше. Участвовал в уничтожении Варшавского и Белостокского гетто (1943). Он лично отвечал за убийство тысяч людей в Люблине. После проведения операции «Рейнхард» в сентябре 1943 года вместе со своим руководителем Одило Глобочником, назначенным высшим руководителем СС и полиции оперативной зоны Адриатического побережья (нем. HSSPF Adriatisches Kustenland) отправился в Италию. Главной задачей для них стала борьба с партизанами, но оба преступника снова сыграли значительную роль в преследовании евреев, на этот раз — итальянских.
В конце войны с приближением союзных войск бежал в Каринтию (Австрия), вместе с Одило Глобочником поднялся в горы, укрывшись в альпийском домике близ Вайсензее, где 31 мая 1945 года арестован англичанами. Во время проведения допросов сумел избежать привлечения к ответственности за совершенные преступления. Позже еще дважды привлекался к суду, но ни разу не был осужден. Умер в родном городе в 1997 году.